# 뉴트로
뉴트로(newtro) 또는 신복고(新復古, 영어: modernized retro)는 2010년대 후반부터 복고풍이 새롭게 유행하는 현상을 뜻하는 대한민국의 신조어이다. ‘새로운’(new)과 ‘복고풍’(retro)의 혼성어로, 2019년 트렌드 키워드에 선정되었을 만큼 밀레니얼 세대들에게 큰 관심을 받고 있다. 과거의 것을 그대로 옮겨오는 것이 아니라 현대에 맞게 해석하여 재창조된 상태를 일컬으며, 이는 기존 복고풍(레트로)과의 차별성을 부여한다. 뉴트로는 패션, 음악, 방송, 미용, 인테리어, 명소, 상품, 공연과 전시 등 다양한 분야에서 활용되고 있다.

## 특성
복고는 기성 세대에게 자신이 경험한 과거에 대한 노스탤지어를 불러일으키며, 추억을 자극하는 마케팅으로 활용된다. 반면 밀레니얼 세대는 현대 문물보다 오히려 자신이 경험한 적 없는 과거의 것으로부터 새로움과 색다름을 느끼고, 새로운 가치를 부여하고 즐긴다. 뉴트로는 단순히 과거의 물건을 그대로 재현하는 것이 아니라, 현대적 감각을 더하여 재탄생시킨다는 데에 초점이 있다. 뉴트로를 통하여 세대 간 공감대 형성이 가능하다.
뉴트로 현상의 원인에 대해 다양한 해석이 있다. 《MONEY》는 10~20대 200명을 대상으로 한 설문조사 결과, 뉴트로는 밀레니얼 세대가 과거의 것을 좋아하거나 동경하는 것이 가장 큰 이유라고 분석하였다. 경희대학교 글로벌커뮤니케이션학부 이택광 교수는 대형 회사가 주도하여 천편일률적이던 문화계에서 대중은 과거의 것을 새롭고 신선하게 인식하기 때문이라고 보았다. 성신여자대학교 서비스·디자인공학과 이향은 교수는 밀레니얼 세대에게 익숙한 디지털 시대의 문물이 세련되고 완전한 것과 달리 아날로그적인 것은 투박하고 불완전함이 주는 미학이 있어서 매력적으로 여겨졌을 가능성과 함께, 그들에게 내면화된 미래에 대한 불안감과 체념이 현재가 아닌 과거를 지향하는 뉴트로 유행의 단초가 되었을 가능성도 제기하였다. 세종대학교 공연·영상·애니메이션대학원 문현선 교수는 에너지를 어디에 써야 할지 알고 이미 에너지를 소진한 40~50대와 달리, 청춘은 넘치는 에너지를 가치 있게 쓰는 법을 몰라서 경험하지 못한 새로운 것을 찾는 데에 에너지를 쓸 수 있기에 뉴트로에 열광한다고 보았다. 뉴트로를 2019년의 ‘트렌드 키워드’ 중 하나로 예측한 서울대학교 소비트렌드분석센터 김난도 교수는 코로나19 범유행 이후에도 뉴트로는 코로나19가 없었던 과거를 향한 그리움에 소구하기에 지속되고 있다고 진단하였다.
뉴트로 현상에 대한 비판도 존재한다. 중앙대학교 역사학과 장규식 교수는 뉴트로의 일환으로 일명 ‘개화기 문화’가 유행하는 것에 대하여 역사적 인식 없이 일제 강점기의 문화를 소비하는 것의 위험성을 지적하였다. 일각에서는 뉴트로 명소가 된 지역이 전통을 상업적 콘셉트로만 차용할 뿐 기존의 정체성을 잃고, 원주민은 떠나게 되는 것을 우려하기도 한다.

## 분야별 활용

### 패션

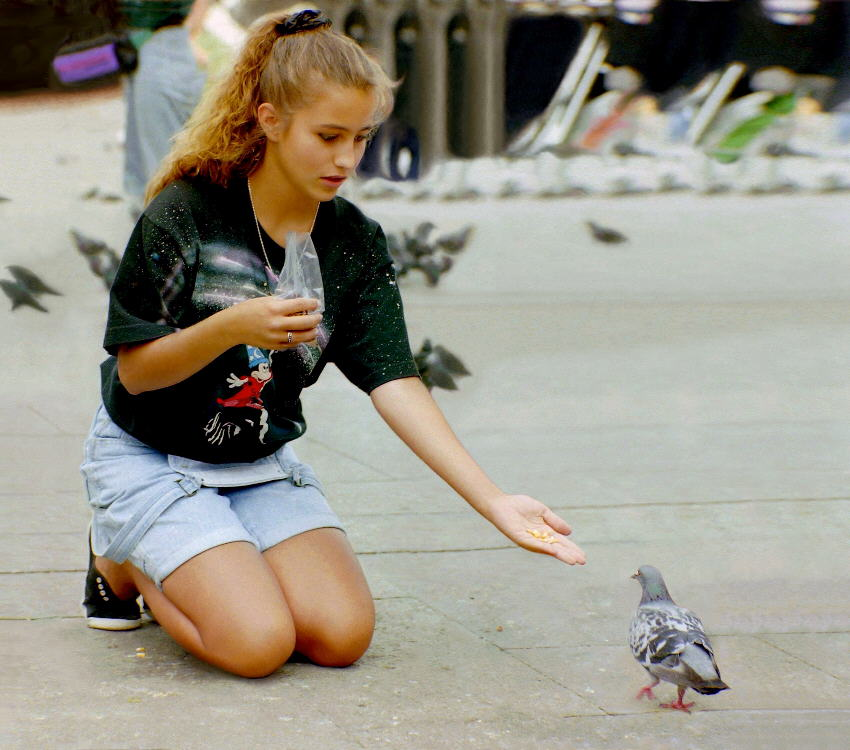
1990년대 패션

주로 1980년~1990년대 하이틴 영화나 드라마의 등장인물들의 패션을 뜻하는 하이틴 패션과 더불어, 곱창밴드, 집게핀, 컬러 실핀, 비즈 액세서리 등 1990년대에 유행한 각종 장신구가 뉴트로 열풍을 타고 유행하고 있다. 패션 업계에서는 로고가 크게 박힌 제품이나 예전의 로고를 활용한 제품을 출시하였다. 심지어 개화기풍으로 새롭게 꾸민 의상도 오래된 풍경이 그대로 남은 동네를 배경으로 밀레니얼 세대의 체험의 대상이 되었다.

### 음악
대중음악평론가 전대한은 AOR, 시티 팝, 1990년대풍 발라드, 소프트 팝, 소프트 록 등의 장르가 여러 비평가에 의하여 ‘뉴트로 음악’으로 분류된다고 분석하였다. 비디오테이프 기법의 뮤직 비디오도 뉴트로 음악의 일부분이다. 기린과 박문치 등은 1990년대에 유행하였던 스타일로 뉴 잭 스윙, 힙합, 알앤비, 하우스 등의 음악을 만들고 불러 인기를 모았으며, 지금은 활동을 멈춘 김현철이나 유열 등의 가수가 ‘소환’되어 신곡을 내기도 하였다.

### 방송과 영화
프레디 머큐리의 삶을 중심으로 한 2018년 영화 《보헤미안 렙소디》는 기성 세대에게는 익숙한 퀸의 노래에 힘입어, 20대~30대에게는 옛 노래를 새롭게 경험할 목적으로 흥행하였다. 2019년에는 1900년대에서 2000년대 초반의 음악 방송 영상을 유튜브로 송출하는 온라인 탑골공원이 인기를 끌었다. 트로트를 젊은 층도 즐길 수 있게 한 TV조선의 《내일은 미스트롯》과 《내일은 미스터트롯》, 1990년대 음악을 되돌아보거나 현대적 감성으로 가공한 KBS Joy의 《이십세기 힛-트쏭》, 엠넷 《퀴즈와 음악사이》, KBS2 《악(樂)인전》, 비, 유재석, 이효리가 복고풍 댄스 음악 그룹 싹쓰리를 결성한 MBC의 《놀면 뭐하니?》 등도 뉴트로 열풍을 타고 방영되었다.

### 미용
문구류나 ‘다꾸’(각종 스티커 등으로 다이어리를 꾸미는 일)를 떠올리게 하는 디자인이나 대한제분의 곰표 밀가루 디자인을 채용한 화장품이 출시되었다.

### 인테리어
자개장, 양철 상, 브라운관 TV 등 쓸모없게 여겨졌던 물건은 인테리어 소품으로 인기를 끌며, 1980년대에서 1990년대에 음료를 사면 사은품으로 제공하던 유리잔이 인기를 끌면서 중고 거래 가격이 상승하기도 하였다.

### 명소

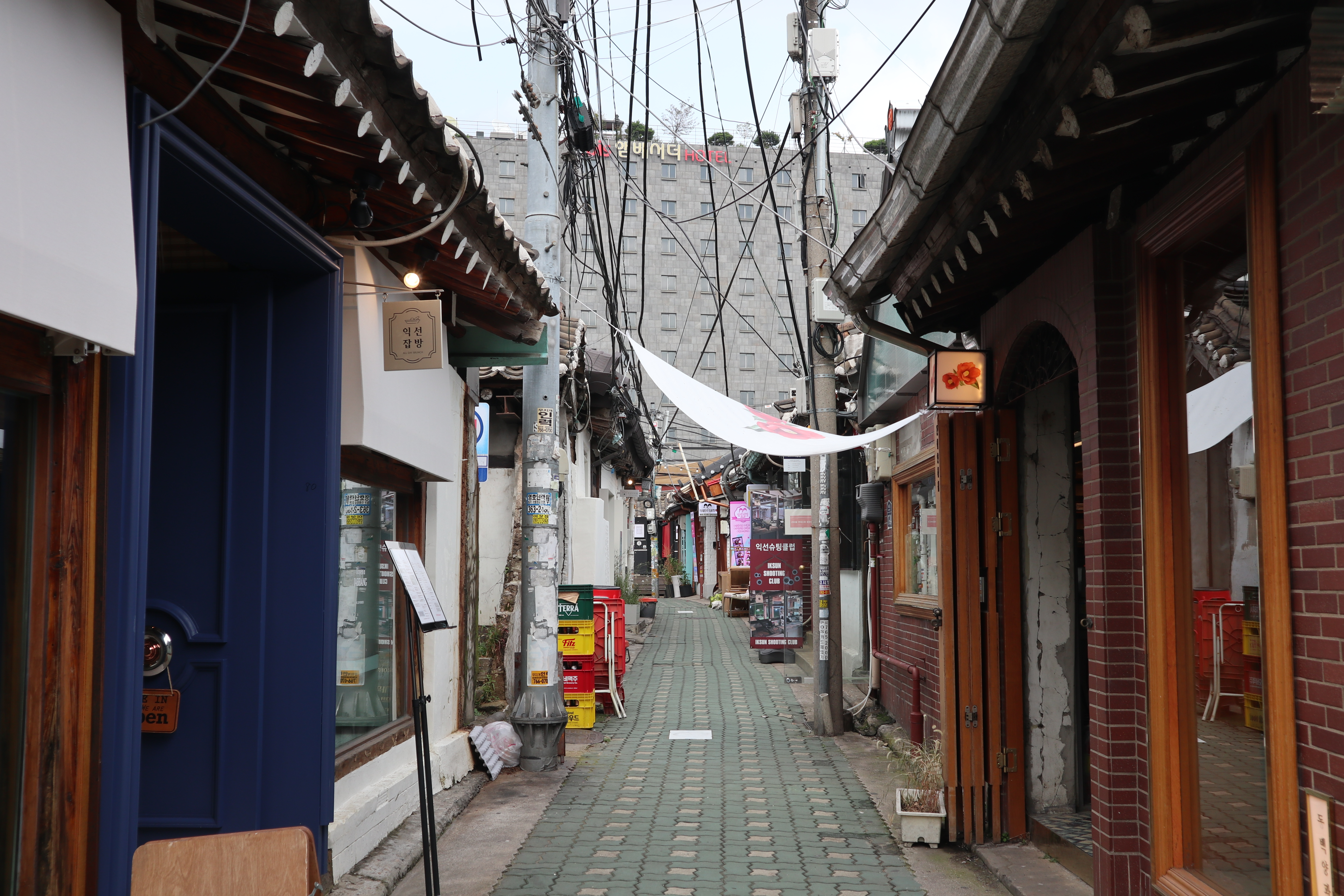
한옥과 현대적인 업종이 결합한 익선동 골목.

을지로, 익선동의 한옥 골목 등은 뉴트로 열풍의 중심지로 인식된다. 기성 세대가 주로 다니던 허름한 노포는 오랫동안 영업하면서 쉽게 사라지지 않고 맛을 검증받았다는 점, 또래가 모르는 특별한 장소라는 점, 접근성이 좋지 않아 오히려 찾아가는 재미가 있다는 점 등으로 인기를 끈다. 낡은 건물의 외관을 그대로 둔 채 내부를 개조한 장소나 롤러장 등도 유행이다. 특허청은 당(堂), 옥(屋), 식당, 상회 등 오래된 느낌을 주는 단어가 붙은 상호나 상품명이 2009~2013년 대비 2014~2018년에 2배가량 늘었다고 분석하였다.

### 상품
식품업계는 단종된 인기 제품을 재출시하거나, 과거의 포장 디자인으로 현재의 제품을 새롭게 내놓는 방식으로 뉴트로 열풍에 동참하였다. 떡이나 양갱 등 기성세대의 간식거리는 밀레니얼 세대가 선호할 수 있게 인스타그램 등 SNS에 올릴 만한 디자인으로 재탄생하였다. 과거의 상호나 디자인을 차용한 가전제품도 출시되었다.

## 경제 효과
옛 시대를 경험하고 싶은 사람들이 증가하고 있으며, 이를 활용한 새로운 시장과 비즈니스가 발달하고 있다.
서울 및 뉴트로 영향을 받은 관광지에는 구한말에서부터 70년대까지의 옷과 액세서리를 대여해주는 부티크 상점이 늘어나고 있다. 옷을 대여한 사람들은 매장 안팎에서 사진을 찍으면서 이를 즐기는 모습이다.

## 파생 개념
- 영트로(young-tro): ‘젊은’(young)과 ‘복고풍’(retro)을 합친 것으로, 뉴트로 열풍을 주도하는 세대가 젊은 층이라는 점에서 뉴트로와 같은 맥락으로 탄생한 신조어이다.